# Els tres desitjos
Els tres desitjos o les vicissituds de la vida, H. 175 (en francès i tal com la va escriure: Les Trois Souhaits ou Les vicissitudes de la vie; en txec: Tři přání aneb Vrtkavosti života), és una òpera cinematogràfica en tres actes composta per Bohuslav Martinů el 1929, sobre un llibret en francès de Georges Ribemont-Dessaignes.
Composta principalment a París entre la tardor de 1928 i maig de 1929, no es va estrenar fins al juny de 1971 al Teatre Mahen de Brno dirigida per Václav Nosek. Grove descriu l'obra com "una de les obres més experimentals del compositor, que combina el cinema amb l'acció escènica", i com "un drama madur" és "comparable en impacte teatral a moltes de les òperes posteriors de Martinů".

## Història
Com a artista, poeta i dramaturg Ribemont-Dessaignes va formar part del moviment surrealista de París. Com a compositor, algunes de les seves obres per a piano, escrites amb una ruleta, havien estat escoltades en una actuació dadaista a la Salle Gaveau. Compositor i llibretista es van conèixer quan l'obra de Ribemont-Dessaignes acabava de ser traduïda al txec. Ribemont-Dessaignes va escriure el llibret de la segona òpera de Martinů Les larmes du couteau (1928) amb un "escenari estrany" i "orientat al jazz".
L'òpera no només es refereix a la realització d'una pel·lícula, sinó que incorpora el resultat final, amb els mons que xoquen a la pel·lícula que veiem fent-se, i les línies entre la realitat i la irrealitat (pel·lícula) són sovint obscures. L'obra anticipa l'obra mestra posterior Julietta, en la manera en què es planteja l'"òpera dels somnis", amb diverses referències als somnis en el llibret. L'òpera és una obra de teatre dins d'una obra, més aviat una narració cinematogràfica dins d'un episodi de la vida real. El compositor va planejar una altra col·laboració amb aquest poeta, però no es va acabar mai.
Ribemont-Dessaignes diu que hi ha una "intensitat vital" en la música de Martinů, que reflecteix i està perfectament en harmonia amb l'acció. En gran part del seu temps, la partitura fa referència a "l'enginy de Les Six, La Revue Nègre i els primers tangos de París... mostres d'atonalitat", mentre que "la música peculiar i melancòlica, que demana un pianista de jazz i un quartet de barberia, posa un somriure davant l'amargor de la vida". La partitura demana un banjo, un saxo, un flexatone així com un acordió, aquest últim també utilitzat a Julietta. Un entreacte orquestral abans de l'escena final, titulat Le Départ, existeix com a obra orquestral independent.

## Representacions
Malgrat el rebuig de la seva primera òpera Les larmes du couteau pel Festival de Baden-Baden, Martinů i Ribemont-Dessaignes van començar immediatament una col·laboració en una altra òpera, que es va completar poc després el maig de 1929. Les trois souhaits va despertar cert interès l'any 1930 entre els directors de l'Òpera de Berlín-Charlottenburg; Martinů va viatjar a la capital alemanya per presentar l'obra, però les negociacions van fracassar per consideracions financeres i administratives relacionades amb la realització de la pel·lícula i els decorats, molt més grans que el que s'havien utilitzat per crear. L'òpera va rebre la seva estrena pòstuma el 16 de juny de 1971 a l'⁣Òpera Janáček de Brno en una producció del director de cinema Evald Schorm⁣; el director va ser Václav Nosek. La fotografia va ser de Jaroslav Kučera.
El maig de 1973, dirigida per Jean-Pierre Jacquillat, una producció dels llavors directors de l'⁣Òpera de Lió Louis Erlo i Jean Aster va ser vista per la vídua del compositor, el repartiment inclou Emmy Gregor com la fada. Una altra producció es va muntar a Lió l'octubre de 1990, dirigida per Kent Nagano en una producció de Louis Erlo i Alain Maratrat⁣; amb un repartiment que inclou Gilles Cachemaille, Jocelyne Taillon, Jules Bastin i Béatrice Uria-Monzon, es va publicar posteriorment en vídeo.
L'òpera es va produir al Teatre Nacional de Praga l'any 1990, amb Jan Štych dirigint, i de nou el desembre de 2015 pel Teatre Nacional de Moràvia-Silesia d'Ostrava sota la direcció de Jakub Klecker.
Una producció de gener de 2007 a la Großes Haus, Das Volkstheater Rostock, Alemanya dirigida per Peter Leonard, dirigida per Jiří Nekvasil, i amb Olaf Lemme (Juste/Arthur), Ines Wilhelm (Indolenda), Christoph Kayser (Adolphe), Lucie Ceralová (Fairy/Lilian Nevermore) va ser el primer sense talls musicals; al començament de l'acte 3 es van eliminar només alguns diàlegs.

## Rols
| Rol (paper a la pel·lícula)             | Tipus de veu | Estrena Elenc, 16 de juny de 1971 (Director: Václav Nosek ) |
| --------------------------------------- | ------------ | ----------------------------------------------------------- |
| Artur de St. Barbe (Mr. Juste)          | baríton      | Jaroslav Souček                                             |
| Nina València (Indolenda)               | mezzosoprano | Milada Šafránková                                           |
| Serge Eliacin (Adolf)                   | tenor        | Josef Škrobánek                                             |
| Lilian Nevermore (Fada)                 | mezzosoprano | Eva Výmolová                                                |
| Eblouie Barbichette (Žebračka)          | soprano      | Jarmila Krátká                                              |
| Adelaida, la minyona de Nina (Barmanka) | mezzosoprano | Libuše Lesmanová                                            |
| Director                                | parlat       | Jiří Přichystal                                             |
| Kapitán                                 | baix         | Václav Halíř                                                |
| Majordomo                               | tenor        | Zdeněk Soušek                                               |
| General                                 | baríton      | Jaroslav Ulrych                                             |
| Ministre d'Hisenda                      | baríton      | František Kunc                                              |
| Dina                                    | soprano      | Jaroslava Janská                                            |
| Cantant argentí                         | tenor        | Zdeněk Pospíšilík                                           |
| Barman                                  | tenor        | Jiří Holešovský                                             |
| Námořní hlídka / Telefonista / Cambrer  | parlat       | Pavel Stejskal                                              |
| Dues dames i un cavaller                |              | Mahulena Motlová, Míla Lubichová, Jiří Bakala               |
| Pallassos                               | (ballarins)  | Juraj Dubovec, Emanuel Fišer, Arnošt Stejskal               |
| Cor                                     |              |                                                             |

## Argument

### Pròleg
Un cor que canta sobre els diners, amb una tornada de "mil dòlars" és tallat per l'entrada del director i l'equip d'una pel·lícula que comença els frenètics preparatius per al rodatge. Mentre el director organitza el rodatge hi ha una crida urgent perquè faltin accessoris i vestits. Des dels seus camerinos entren els protagonistes: Nina Valencia (interpretant a Indolenda) i el seu marit Arthur de St. Barbe (Mr. Juste), Serge Eliacin (Adolf) i Lillian Nevermore (la fada). Després d'un breu coqueteig entre Serge i Nina, comença el rodatge, i la història de la pel·lícula i l'òpera.

### Acte 1
Els dos primers actes tenen lloc en un plató de pel·lícula on s'està fent la pel·lícula de la història dels tres desitjos (de riquesa, joventut i amor). El so d'un rellotge de cucut al dormitori de Juste anuncia el matí. El seu matrimoni s'ha acabat clarament, i ell surt a caçar al bosc, que s'ha convertit en el substitut de la seva antiga vida sexual. La seva dona intenta aferrar-se al record del seu somni de la darrera nit que implica "Tres estrelles en una sola trampa! Una rosa sense espines! Una flor blau daurat? Un lliri de neu negre!”, els mateixos elements onírics que ha viscut Adelaide, la criada de la parella. Al bosc, Juste es troba amb una fada atrapada en un parany, l'allibera i la porta a casa. Indolenda, avorrida, coqueteja amb Adolf, el seu cosí petit, que mostra poc interès per la seva parenta gran. Quan Juste porta la fada a casa, ella elimina qualsevol sospita que podria ser una nova mestressa prometent-se que complirà tres desitjos si recuperava la seva llibertat. Indolenda fa el primer desig, ser ric. La casa de Juste s'omple de seguida d'objectes de riquesa i es canvien per roba glamurosa! Els convidats elegants entren delectant-se amb les riqueses. Mentrestant, la Fada revela un secret: es tracta d'una festa de compromís per a Adolf i la rica Eblouie Barbichette. Com a regal de noces, la Fada els ofereix una illa daurada amb un palau daurat. Amb el cor entonant "La vida és bella!" l'acte acaba.

### Acte 2
L'acte comença en un viatge per mar a l'illa quan Juste i Indolenda demanen proves que l'illa daurada és real. Aviat arriba la prova en forma d'ocells daurats que volen per sobre, peixos daurats nedant al mar i, finalment, tot queda daurat, inclosos els passatgers, fins que el vaixell, pesat per l'or, s'enfonsa. Encallat a l'illa, Juste demana que la seva dona sigui jove, i això passa; però Indolenda no desitja a Juste, optant pel seu cosí Adolf com a amant voluntari. Des de l'illa deserta, l'escenari canvia a una petita plaça on Juste, tristament, fa sonar la seva banya de caça. Indolenda i Adolf apareixen en un balcó de la plaça jurant el seu amor i ballant un tango amb un disc de gramòfon. Juste se salva del rebuig de la fada que li recorda el desig restant: Juste desitja ser estimat. Un vagabund geperut (l'anteriorment ric Eblouie Barbichette) s'enamora d'ell, però es torna tan possessiu que finalment la supera per la gelosia. Juste, que expira, murmura com de dura és la seva vida mentre un crit de cucut (de la fada) marca el seu final. El director crida "talleu" i hi ha exaltació per tot arreu mentre el director convida els actors a una festa. Indolenda i Adolf (com els actors Nina Valencia i Serge Eliacin) decideixen que continuaran sent amants també a la vida real.

### Acte 3
El tercer acte és la mateixa pel·lícula tal com es va rodar en els dos primers actes i un epíleg. Comença amb una multitud fora del cinema de l'estrena. La pel·lícula sobre l'inici és la història completa repetida (a través d'un moviment instrumental d'uns quinze minuts) i és un gran èxit. La Nina encara està decidida a deixar el seu marit (Artur) per marxar amb Serge. Després de Le Départ, en un epíleg, Artur entra en un bar, romanent a part, orgullós del seu èxit, però tement que els altres presents es burlin d'ell. Finalment, sol al bar buit, acaba el seu paper com en el paper de la pel·lícula, “La vida és tan dura!”, però no hi ha cap director de cinema que digui “talleu”.